# Stockholm Open 2023 - Qualificazioni singolare
Le qualificazioni del singolare dello Stockholm Open 2023 sono state un torneo di tennis preliminare per accedere alla fase finale della manifestazione. I vincitori dell'ultimo turno entrano di diritto nel tabellone principale. In caso di ritiro di uno o più giocatori aventi diritto, subentrano i lucky loser, ossia i giocatori sconfitti nell'ultimo turno che hanno una classifica più alta rispetto agli altri partecipanti che avevano perso nel turno finale.

## Teste di serie
1. Tomáš Macháč (ultimo turno, lucky loser)
2. Pavel Kotov (qualificato)
3. Liam Broady (ultimo turno)
4. Radu Albot (ultimo turno)

1. Otto Virtanen (ultimo turno)
2. Timofej Skatov (primo turno)
3. Andrea Vavassori (primo turno)
4. Leandro Riedi (primo turno)

## Qualificati
1. Dino Prižmić
2. Pavel Kotov

1. Filip Misolic
2. Benjamin Hassan

### Lucky loser
1. Tomáš Macháč

## Tabellone

### Sezione 1
|  | Primo turno | Primo turno    | Primo turno    | Primo turno | Primo turno |  |  | Ultimo turno | Ultimo turno | Ultimo turno | Ultimo turno | Ultimo turno |  |
|  |             |                |                |             |             |  |  |              |              |              |              |              |  |
|  | 1           | Tomáš Macháč   | Tomáš Macháč   | 6           | 6           |  |  |              |              |              |              |              |  |
|  |             | Duje Ajduković | Duje Ajduković | 4           | 4           |  |  | 1            | Tomáš Macháč | 64           | 7            | 3            |  |
|  |             | Dino Prižmić   | Dino Prižmić   | 6           | 6           |  |  |              | Dino Prižmić | 7            | 63           | 6            |  |
|  | 6           | Timofej Skatov | Timofej Skatov | 0           | 1           |  |  |              |              |              |              |              |  |

### Sezione 2
|  | Primo turno | Primo turno   | Primo turno   | Primo turno | Primo turno |  |  | Ultimo turno | Ultimo turno  | Ultimo turno  | Ultimo turno | Ultimo turno |  |
|  |             |               |               |             |             |  |  |              |               |               |              |              |  |
|  | 2           | Pavel Kotov   | Pavel Kotov   | 6           | 7           |  |  |              |               |               |              |              |  |
|  |             | Vitalij Sačko | Vitalij Sačko | 4           | 64          |  |  | 2            | Pavel Kotov   | Pavel Kotov   | 6            | 6            |  |
|  |             | Damir Džumhur | 4             | 7           | 63          |  |  | 5            | Otto Virtanen | Otto Virtanen | 4            | 4            |  |
|  | 5           | Otto Virtanen | 6             | 62          | 7           |  |  |              |               |               |              |              |  |

### Sezione 3
|  | Primo turno | Primo turno        | Primo turno   | Primo turno | Primo turno |  |  | Ultimo turno | Ultimo turno  | Ultimo turno  | Ultimo turno | Ultimo turno |  |
|  |             |                    |               |             |             |  |  |              |               |               |              |              |  |
|  | 3           | Liam Broady        | 4             | 6           | 6           |  |  |              |               |               |              |              |  |
|  | WC          | Sebastian Eriksson | 6             | 3           | 4           |  |  | 3            | Liam Broady   | Liam Broady   | 3            | 3            |  |
|  |             | Filip Misolic      | Filip Misolic | 7           | 6           |  |  |              | Filip Misolic | Filip Misolic | 6            | 6            |  |
|  | 8           | Leandro Riedi      | Leandro Riedi | 5           | 3           |  |  |              |               |               |              |              |  |

### Sezione 4
|  | Primo turno | Primo turno      | Primo turno     | Primo turno | Primo turno |  |  | Ultimo turno | Ultimo turno    | Ultimo turno | Ultimo turno | Ultimo turno |  |
|  |             |                  |                 |             |             |  |  |              |                 |              |              |              |  |
|  | 4           | Radu Albot       | Radu Albot      | 6           | 6           |  |  |              |                 |              |              |              |  |
|  | WC          | Jonathan Mridha  | Jonathan Mridha | 4           | 2           |  |  | 4            | Radu Albot      | 6            | 4            | 3            |  |
|  | Alt         | Benjamin Hassan  | 65              | 7           | 7           |  |  | Alt          | Benjamin Hassan | 3            | 6            | 6            |  |
|  | 7           | Andrea Vavassori | 7               | 65          | 65          |  |  |              |                 |              |              |              |  |